# Heliga Treenighetens kyrka, Šabac
Heliga Treenighetens kyrka (serbisk kyrilliska: Црква Свете Тројице; latinska: Crkva Svete Trojice; kyrkslaviska: Це́рковь Свѧтой Тро́ицы) är en serbisk-ortodox kyrkobyggnad belägen i staden Šabac i regionen Šumadija och västra Serbien, i Serbien.
Kyrkan är helgad åt Treenigheten. Den tillhör Šabacs stift och är en av de finaste kyrkorna i Šabac.

## Historik
Heliga Treenighetens kyrka i Šabac började att bygags år 2007 och stod klar 2014. Den invigdes den 6 oktober 2016 av Serbisk-ortodoxa kyrkans dåvarande patriark, Irinej.

## Bilder

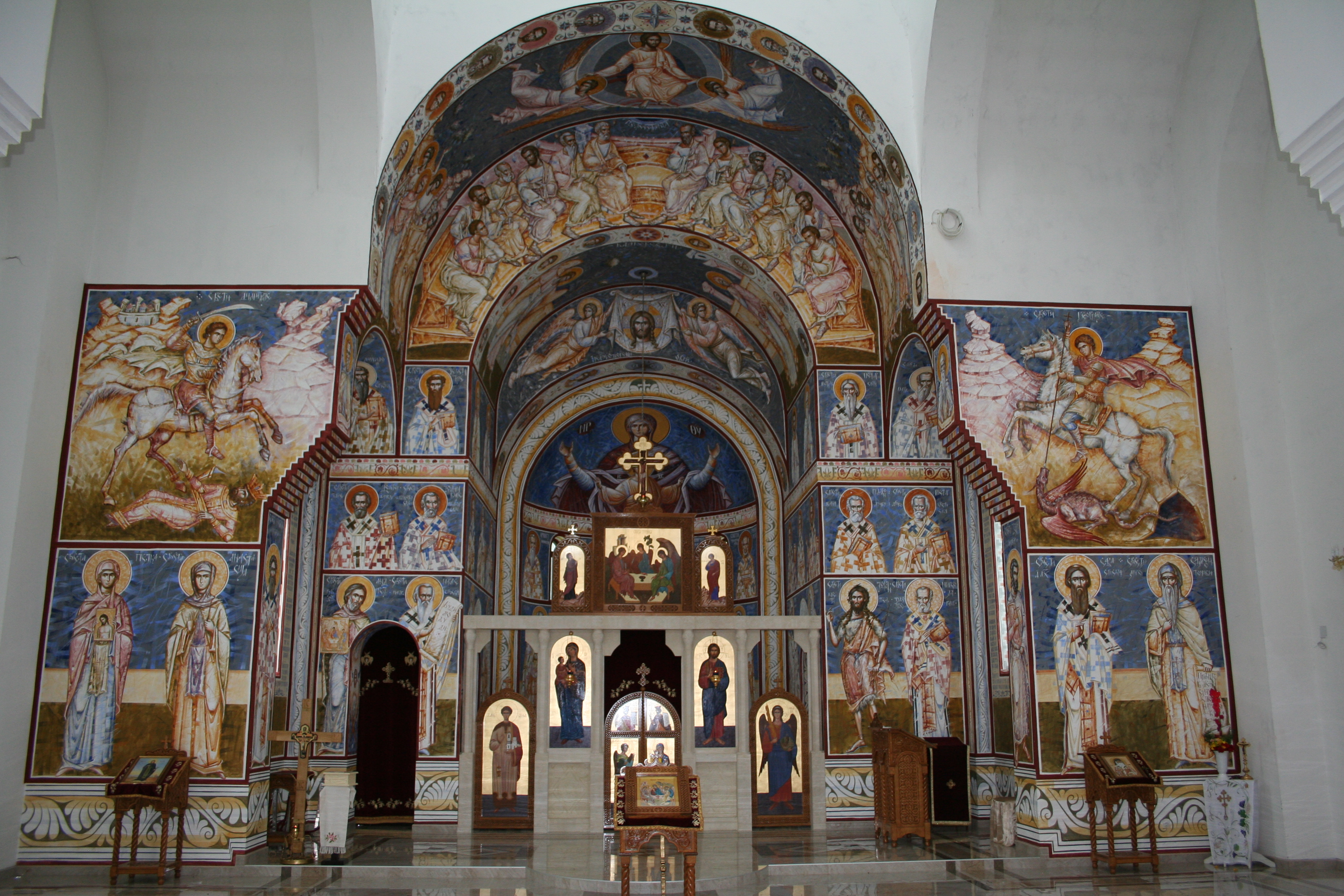
Kyrkans interiör mot ikonostasen.
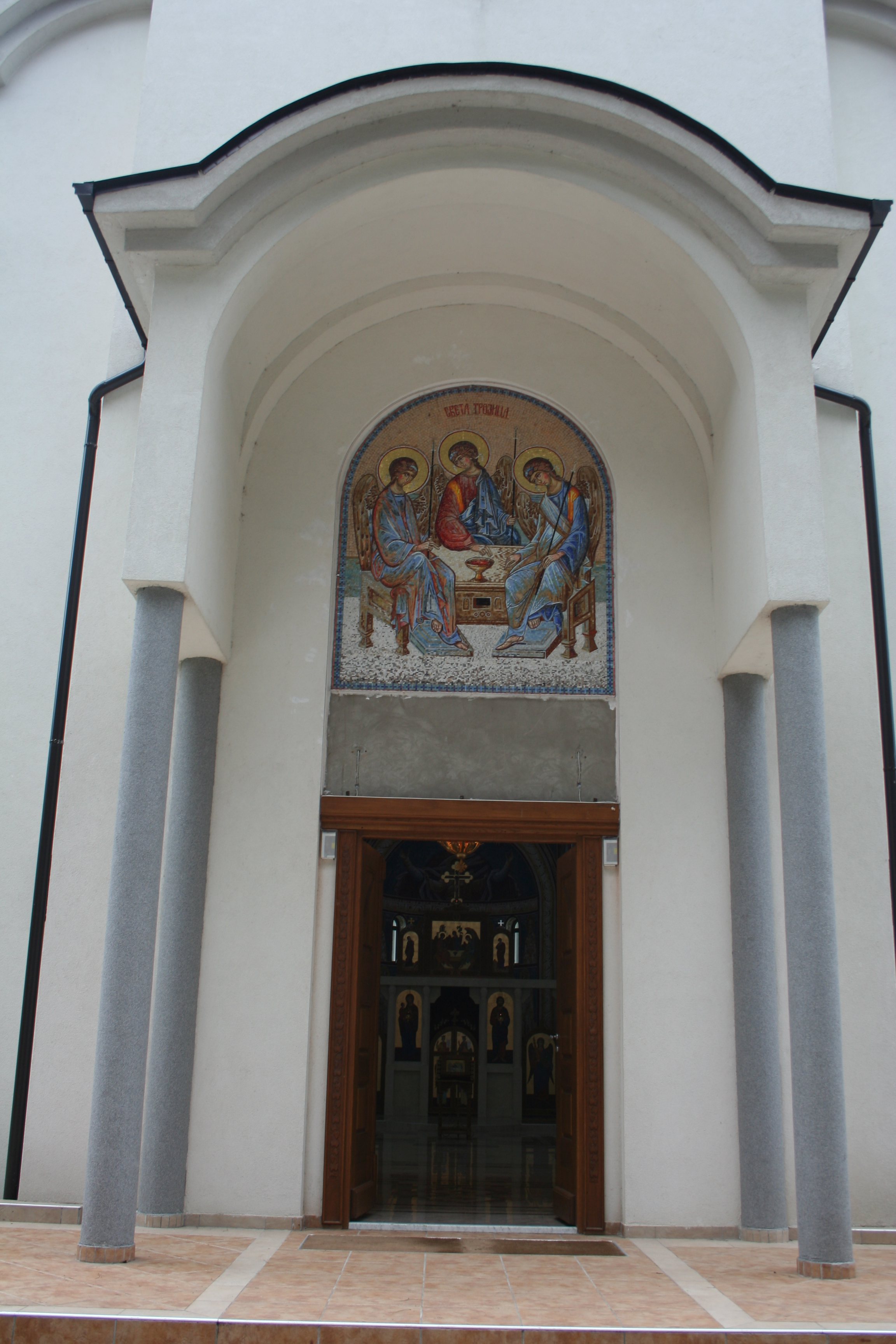
Ingången, där Treenigheten är avbildat.
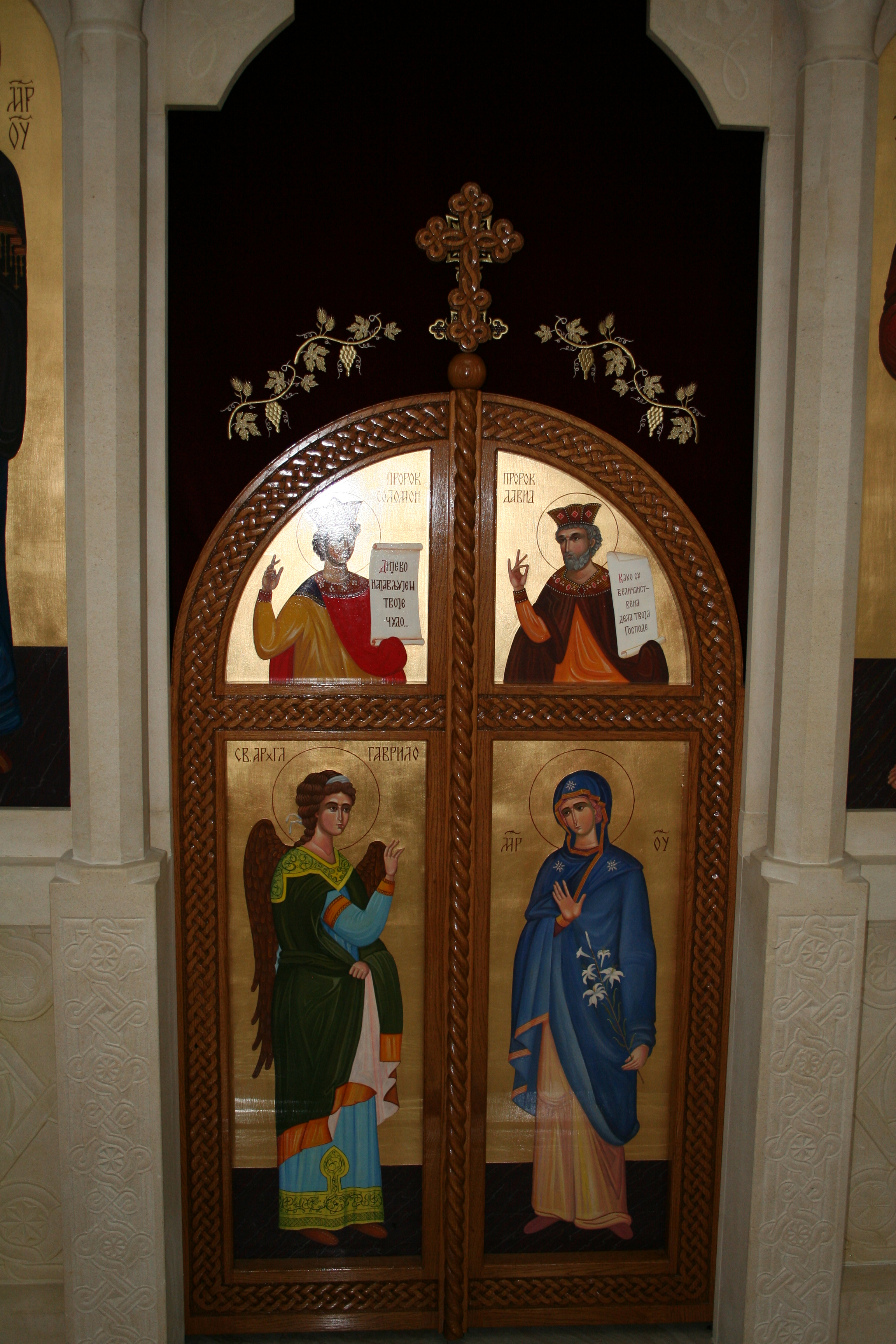
En av dörrarna till ikonostasen.